# Mislav Anđelković
Mislav Anđelković (Ragusa, 22 aprile 1988) è un calciatore croato, centrocampista dell'Uljanik Pola.

## Carriera
Ha giocato nella massima serie dei campionati croato, sloveno e maltese.